# Kabinett George H. W. Bush
Das Kabinett Bush bestand aus den Ministern des 41. Präsidenten der Vereinigten Staaten, George H. W. Bush sowie weiteren Amtsträgern der Exekutive, die Kabinettsrang innehatten. Er nahm während dieser Zeit nur wenige personelle Veränderungen in seinem Kabinett vor. James Baker, zwischen 1989 und 1992 Außenminister, wurde von 1992 bis 1993 zum Stabschef des Weißen Hauses. Samuel K. Skinner, Verkehrsminister von 1989 bis 1991, übte von 1991 bis 1992 das Amt des Stabschefs im Weißen Haus aus.
Das Bundesamt für Nationale Drogenkontrollpolitik (Office of National Drug Control Policy) wurde unter George Bush gegründet; William Bennett war der erste Amtsinhaber.

## Mehrheit im Kongress
| Präsident                         | Präsident             | Kongress | Haus   | Haus    | Senat | Senat  | Gesamt | Gesamt             |
| --------------------------------- | --------------------- | -------- | ------ | ------- | ----- | ------ | ------ | ------------------ |
|                                   | George H. W. Bush (R) | 101.     |        | 175/435 |       | 45/100 |        | Divided government |
| 102.                              | George H. W. Bush (R) | 167/435  | 44/100 |         |       |        |        | Divided government |
| Quelle: Repräsentantenhaus, Senat |                       |          |        |         |       |        |        |                    |

## Das Kabinett
| Ressort / Amt                                               | Amtsinhaber                 | Partei | Partei           | Zeitraum  | Bild |
| ----------------------------------------------------------- | --------------------------- | ------ | ---------------- | --------- | ---- |
| Präsident der Vereinigten Staaten                           | George Herbert Walker Bush  |        | Republikaner (R) | 1989–1993 |      |
| Vizepräsident der Vereinigten Staaten                       | James Danforth Quayle       |        | R                | 1989–1993 |      |
| Ministerämter                                               |                             |        |                  |           |      |
| Außenminister der Vereinigten Staaten                       | James Addison Baker III     |        | R                | 1989–1992 |      |
| Außenminister der Vereinigten Staaten                       | Lawrence Sidney Eagleburger |        | R                | 1992–1993 |      |
| Finanzminister der Vereinigten Staaten                      | Nicholas Frederick Brady    |        | R                | 1989–1993 |      |
| Verteidigungsminister der Vereinigten Staaten               | Richard Bruce Cheney        |        | R                | 1989–1993 |      |
| Justizminister der Vereinigten Staaten                      | Richard Lewis Thornburgh    |        | R                | 1989–1991 |      |
| Justizminister der Vereinigten Staaten                      | William Pelham Barr         |        | R                | 1991–1993 |      |
| Innenminister der Vereinigten Staaten                       | Manuel Lujan                |        | R                | 1989–1993 |      |
| Landwirtschaftsminister der Vereinigten Staaten             | Clayton Keith Yeutter       |        | R                | 1989–1991 |      |
| Landwirtschaftsminister der Vereinigten Staaten             | Edward Rell Madigan         |        | R                | 1991–1993 |      |
| Handelsminister der Vereinigten Staaten                     | Robert Adam Mosbacher       |        | R                | 1989–1992 |      |
| Handelsminister der Vereinigten Staaten                     | Barbara Hackman Franklin    |        | R                | 1992–1993 |      |
| Arbeitsministerin der Vereinigten Staaten                   | Elizabeth Hanford Dole      |        | R                | 1989–1990 |      |
| Arbeitsministerin der Vereinigten Staaten                   | Lynn Morley Martin          |        | R                | 1990–1993 |      |
| Gesundheitsminister der Vereinigten Staaten                 | Louis Wade Sullivan         |        | R                | 1989–1993 |      |
| Bildungsminister der Vereinigten Staaten                    | Lauro Fred Cavazos          |        | Demokrat (D)     | 1989–1990 |      |
| Bildungsminister der Vereinigten Staaten                    | Andrew Lamar Alexander      |        | R                | 1990–1993 |      |
| Bauminister der Vereinigten Staaten                         | Jack French Kemp            |        | R                | 1989–1993 |      |
| Verkehrsminister der Vereinigten Staaten                    | Samuel Knox Skinner         |        | R                | 1989–1991 |      |
| Verkehrsminister der Vereinigten Staaten                    | Andrew Hill Card            |        | R                | 1991–1993 |      |
| Energieminister der Vereinigten Staaten                     | James David Watkins         |        | R                | 1989–1993 |      |
| Kriegsveteranenminister der Vereinigten Staaten             | Edward Joseph Derwinski     |        | R                | 1989–1993 |      |
| Andere Mitglieder im Kabinettsrang                          |                             |        |                  |           |      |
| Stabschef des Weißen Hauses                                 | John Henry Sununu           |        | R                | 1989–1991 |      |
| Stabschef des Weißen Hauses                                 | Samuel Knox Skinner         |        | R                | 1991–1992 |      |
| Stabschef des Weißen Hauses                                 | James Addison Baker III     |        | R                | 1992–1993 |      |
| Leiter der Environmental Protection Agency                  | William K. Reilly           |        | R                | 1989–1993 |      |
| Direktor des Office of Management and Budget                | Richard Gordon Darman       |        | R                | 1989–1993 |      |
| Direktor des Bundesamts für Nationale Drogenkontrollpolitik | William John Bennett        |        | R                | 1989–1991 |      |
| Direktor des Bundesamts für Nationale Drogenkontrollpolitik | Robert Martinez             |        | R                | 1991–1993 |      |